# Gaslek van Aliso Canyon

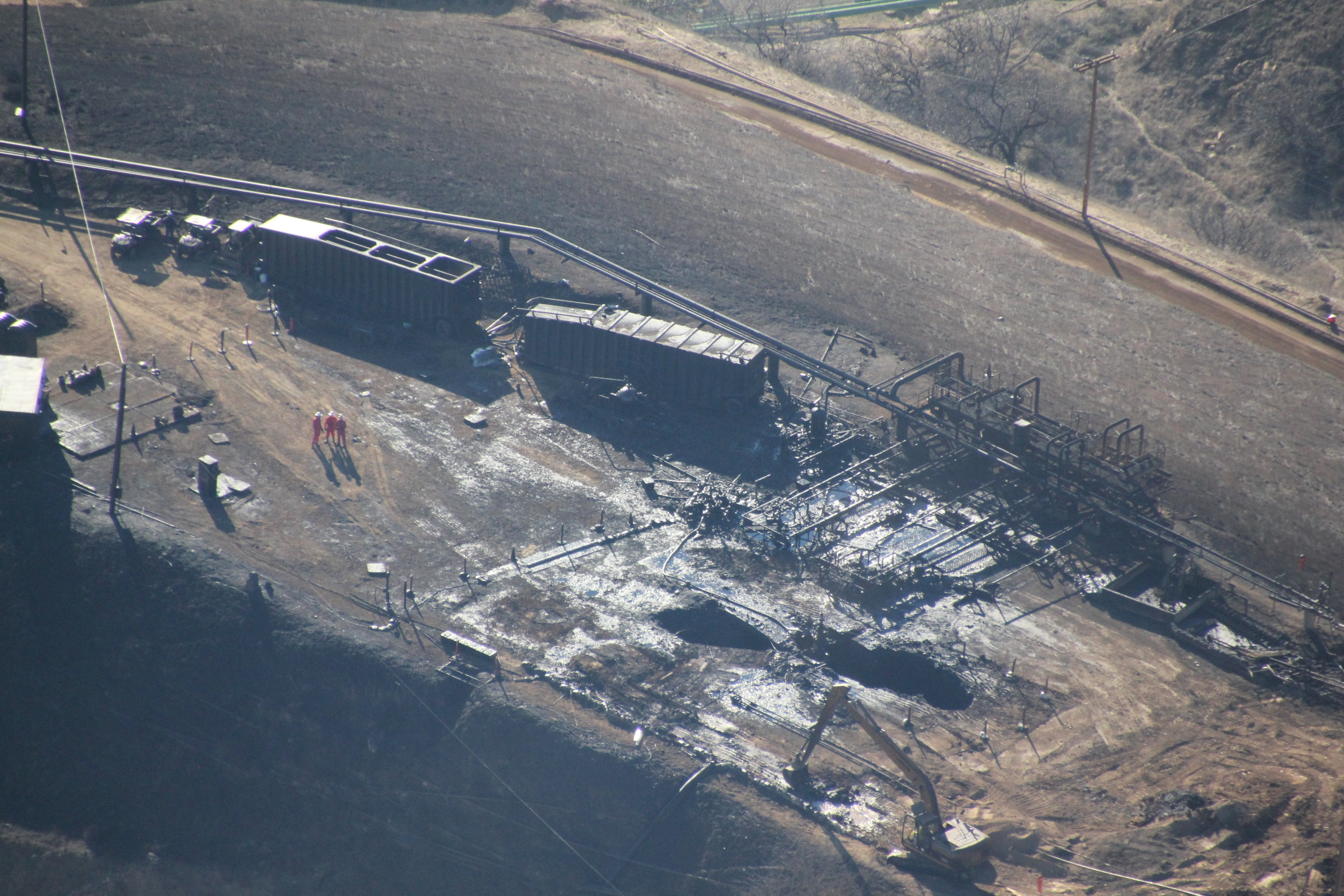
Locatie van het gaslek

Het gaslek van Aliso Canyon (Engels: Aliso Canyon gas leak of Porter Ranch gas leak) was een grootschalig, ongecontroleerd lek van een aardgasbron die in verbinding staat met de ondergrondse opslagfaciliteit van Aliso Canyon nabij Porter Ranch, in de Amerikaanse metropool Los Angeles (Californië).
Er lekte ononderbroken aardgas van 23 oktober 2015 tot 18 februari 2016. Het lek heeft tot verschillende gezondheidsproblemen geleid bij de lokale bevolking en per 7 januari 2016 waren zo'n 11.000 mensen geëvacueerd. De dag ervoor had de gouverneur van Californië Jerry Brown de noodtoestand afgekondigd. Het lek werd permanent gedicht op 18 februari. Op dat moment was er bijna 100.000 ton methaan en 7.300 ton ethaan gelekt. Daarmee was het gaslek van Aliso Canyon het grootste aardgaslek in de Amerikaanse geschiedenis. De ecologische voetafdruk van de ramp is mogelijk groter dan die van de olieramp in de Golf van Mexico 2010.
De bron wordt uitgebaat door Southern California Gas Company (SoCalGas), een dochterbedrijf van Sempra Energy. Zowel het bedrijf als de gouverneur van Californië werden door sommigen bekritiseerd om hun nalatigheid.